# Родней
Родней Франсиско да Лима (на португалски: Rodnei Francisco de Lima, роден на 11 септември 1985 в Сао Паоло), познат като Родней, е бразилски футболист.
Централният защитник, който също е използван отляво и отдясно на защитната формация, преминава през април 2006 г. от своя роден отбор Жувентуде в литовския ФК Вилнюс. След изтичането на договора му в [[Литва той се завръща в [[Бразилия и се обвързва с малкия клуб от Рио де Жанейро Пао де Асукар. Така или иначе Родней не изиграва мач с екипа на този отбор, а заминава за Полша, където заиграва в Ягельоня Бялисток. Там той прекарва половин година и е титуляр в 11 си мача с екипа на полския отбор.
Контрактът му в Полша изтича през декември 2007 г. и Родней отива на проби в Херта Берлин, където е харесан и му е предложен договор с клуба. Моменталното му преминаване в столичния германски отбор е било обаче невъзможно, поради което футболистът се завръща в Бразилия. За сезона 2008/09 е картотекиран в Херта Берлин, за което са платени 200 000 евро на Пао де Асукар. Договорът му е до края на 2009 г. с възможност за удължаване с още 2 години.
Дебютът му в Първа Бундеслига е на 14 февруари 2009 г. при домакинската победа с 2:1 над Байерн Мюнхен, когато играе като ляв външен защитник.
За сезона 2009/10 е отдаден под наем на втородивизионния германски клуб Кайзерслаутерн с опция за закупуването му.